# Tjålmejauratjah (Jokkmokks socken, Lappland, 743067-163017)
Tjålmejauratjah är en sjö i Jokkmokks kommun i Lappland och ingår i Luleälvens huvudavrinningsområde. Sjön har en area på 0,215 kvadratkilometer och ligger 474,1 meter över havet. Tjålmejauratjah ligger i Ultevis fjällurskog Natura 2000-område.

## Delavrinningsområde
Tjålmejauratjah ingår i det delavrinningsområde (742992-163081) som SMHI kallar för Utloppet av Kalmeluoppal. Medelhöjden är 491 meter över havet och ytan är 20,83 kvadratkilometer. Räknas de 2 avrinningsområdena uppströms in blir den ackumulerade arean 45,14 kvadratkilometer. Låkkejåkkå som avvattnar avrinningsområdet har biflödesordning 4, vilket innebär att vattnet flödar genom totalt 4 vattendrag innan det når havet efter 249 kilometer. Avrinningsområdet består mestadels av skog (89 procent). Avrinningsområdet har 1,42 kvadratkilometer vattenytor vilket ger det en sjöprocent på 6,8 procent.